# Masatoshi Shima

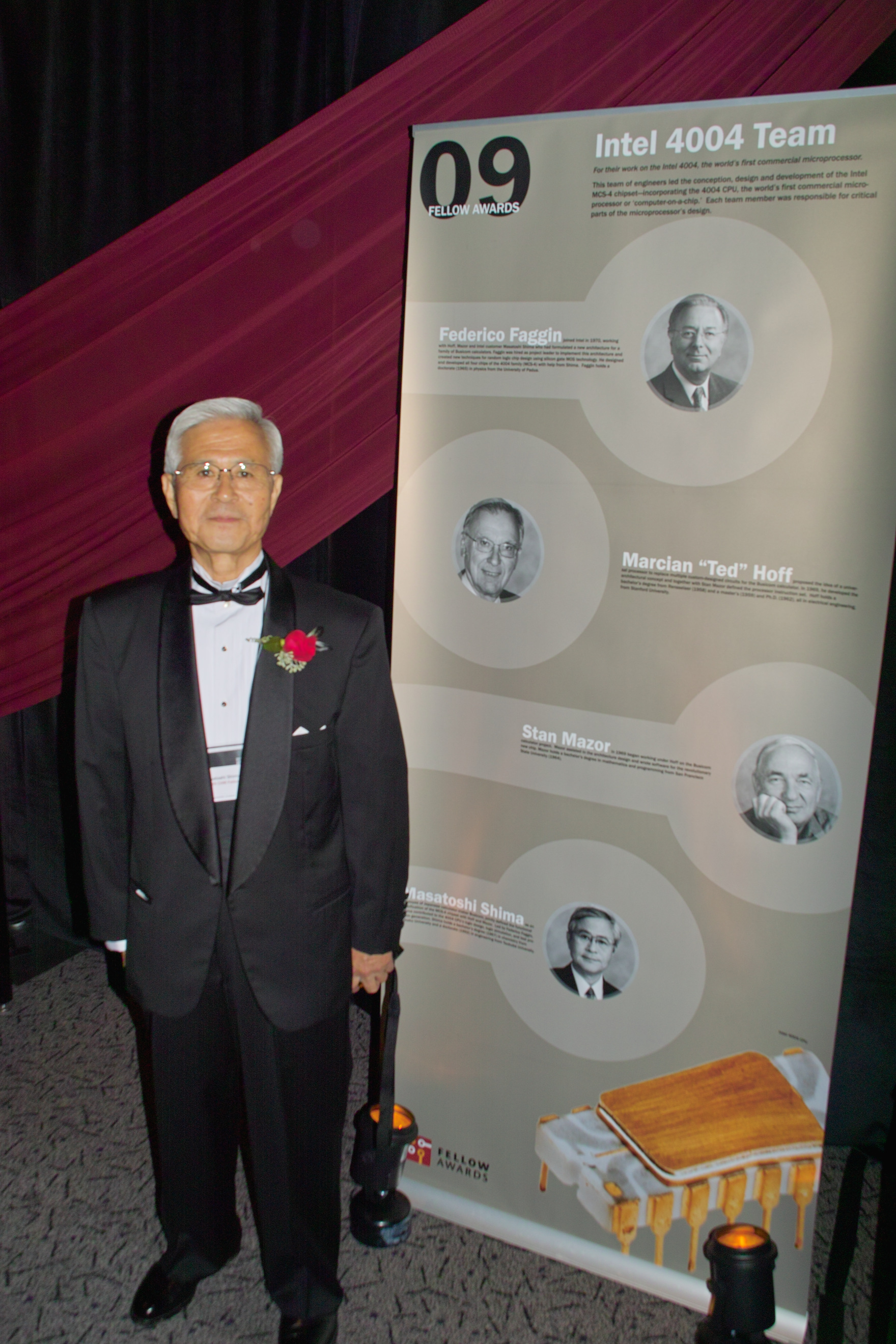
Masatoshi Shima 2009 im Computer History Museum

Masatoshi Shima (jap. 嶋 正利, Shima Masatoshi; * 22. August 1943 in Shizuoka, Präfektur Shizuoka) ist ein japanischer Computer-Ingenieur. Er war wesentlich an der Entwicklung des Intel 4004 beteiligt, des ersten kommerziellen Mikroprozessors.

## Leben und Werk
Shima studierte Chemie an der Tohoku-Universität mit dem Bachelor-Abschluss 1967. Ab 1969 arbeitete er für den japanischen Rechnerhersteller Busicom, der einen Mikrochip von Intel für seine Rechner verwenden wollte, dessen erste Spezifikation nach einem Vorschlag von Ted Hoff, Stan Mazor und Shima stammt. 1970 kam Federico Faggin zu Intel, und Shima assistierte ihm 1970 beim Logik-Entwurf, der Simulation und dem Test des 4004. Er war auch am Entwurf des Intel 8080-Prozessors beteiligt und ging 1975 mit Faggin zu Zilog, wo er an der Entwicklung des Zilog Z80 beteiligt war (und am Nachfolger Z8000). 
1980 war er wieder bei Intel als Direktor von dessen Japan Design Center. 2000 wurde er Professor an der Universität Aizu in Aizu-Wakamatsu, wo er 2004 emeritierte.
Er ist Fellow des Computer History Museum. 1997 erhielt er mit Hoff, Faggin und Mazor den Kyoto-Preis.